# Géza Fürész
Géza Fürész (ur. 12 czerwca 1930 w Timișoarze) – rumuński pięściarz, uczestnik Igrzysk Olimpijskich w 1952 w Helsinkach. Na igrzyskach wziął udział w turnieju w wadze  ciężkiej. W pierwszej walce przegrał z Tomislavem Krizmaniciem z Jugosławii.